# Gunther Schepens
Gunther Schepens (ur. 4 maja 1973 w Gandawie) – belgijski piłkarz grający na pozycji pomocnika. W swojej karierze rozegrał 13 meczów w reprezentacji Belgii i strzelił w niej 3 gole.

## Kariera klubowa
Karierę piłkarską Schepens rozpoczął w klubie Eendracht Massemen. Następnie w 1985 roku podjął treningi w KAA Gent. W 1991 roku awansował do kadry pierwszej drużyny z Gandawy, a w sezonie 1991/1992 zadebiutował w jego barwach w pierwszej lidze belgijskiej. W Gent grał również w sezonie 1992/1993 oraz jesienią 1993, a następnie odszedł do Standardu Liège. W 1993 roku zdobył Puchar Belgii i wywalczył wicemistrzostwo kraju. W 1995 roku również został wicemistrzem Belgii.
W 1997 roku Schepens przeszedł do klubu niemieckiej Bundesligi, Karlsruher SC. Zadebiutował w nim 2 sierpnia 1997 w wygranym 3:1 domowym meczu z Werderem Brema. W 1998 roku spadł z Karlsruherem do drugiej ligi.
W 1999 roku Schepens wrócił do KAA Gent. W zespole tym grał do 2003 roku i wtedy też przeszedł do austriackiego SW Bregenz. W austriackiej lidze swój debiut zanotował 17 lipca 2003 w meczu z SV Salzburg (1:0). W Bregenz grał do końca swojej kariery, czyli do 2005 roku.
| Sezon   | Klub           | Kraj    | Rozgrywki     | Mecze | Bramki |
| ------- | -------------- | ------- | ------------- | ----- | ------ |
| 1991/92 | KAA Gent       | Belgia  | Eerste Klasse | 6     | 0      |
| 1992/93 | KAA Gent       | Belgia  | Eerste Klasse | 24    | 3      |
| 1993/94 | KAA Gent       | Belgia  | Eerste Klasse | 13    | 2      |
| 1993/94 | Standard Liège | Belgia  | Eerste Klasse | 16    | 2      |
| 1994/95 | Standard Liège | Belgia  | Eerste Klasse | 34    | 2      |
| 1995/96 | Standard Liège | Belgia  | Eerste Klasse | 32    | 5      |
| 1996/97 | Standard Liège | Belgia  | Eerste Klasse | 32    | 4      |
| 1997/98 | Karlsruher SC  | Niemcy  | Bundesliga    | 26    | 4      |
| 1998/99 | Karlsruher SC  | Niemcy  | 2. Bundesliga | 11    | 0      |
| 1999/00 | KAA Gent       | Belgia  | Eerste Klasse | 18    | 7      |
| 2000/01 | KAA Gent       | Belgia  | Eerste Klasse | 25    | 10     |
| 2001/02 | KAA Gent       | Belgia  | Eerste Klasse | 32    | 5      |
| 2002/03 | KAA Gent       | Belgia  | Eerste Klasse | 15    | 5      |
| 2003/04 | SW Bregenz     | Austria | Bundesliga    | 34    | 8      |
| 2004/05 | SW Bregenz     | Austria | Bundesliga    | 33    | 9      |

## Kariera reprezentacyjna
W reprezentacji Belgii Schepens zadebiutował 29 marca 1995 roku w zremisowanym 1:1 spotkaniu eliminacji do Euro 96 z Hiszpanią. Grał też w eliminacjach do MŚ 1998 W kadrze narodowej od 1995 do 1997 roku wystąpił 13 razy i strzelił 3 gole.
| Mecze i gole w reprezentacji | Mecze i gole w reprezentacji | Mecze i gole w reprezentacji | Mecze i gole w reprezentacji | Mecze i gole w reprezentacji | Mecze i gole w reprezentacji | Mecze i gole w reprezentacji |
| #                            | Data                         | Stadion                      | Rywal                        | Wynik                        | Gol                          | Rozgrywki                    |
| 1995                         | 1995                         | 1995                         | 1995                         | 1995                         | 1995                         | 1995                         |
| ---------------------------- | ---------------------------- | ---------------------------- | ---------------------------- | ---------------------------- | ---------------------------- | ---------------------------- |
| 1.                           | 29.03.1995                   | Sewilla, Hiszpania           | Hiszpania                    | 1:1                          | 0                            | el. ME 1996                  |
| 2.                           | 22.04.1995                   | Bruksela, Belgia             | Stany Zjednoczone            | 1:0                          | 1                            | towarzyski                   |
| 3.                           | 26.04.1995                   | Bruksela, Belgia             | Cypr                         | 2:0                          | 1                            | el. ME 1996                  |
| 4.                           | 07.06.1995                   | Skopje, Macedonia            | Macedonia Północna           | 5:0                          | 1                            | el. ME 1996                  |
| 5.                           | 23.08.1995                   | Bruksela, Belgia             | Niemcy                       | 1:2                          | 0                            | towarzyski                   |
| 6.                           | 06.09.1995                   | Bruksela, Belgia             | Dania                        | 1:3                          | 0                            | el. ME 1996                  |
| 7.                           | 07.10.1995                   | Erywań, Armenia              | Armenia                      | 2:0                          | 0                            | el. ME 1996                  |
| 8.                           | 15.11.1995                   | Limassol, Cypr               | Cypr                         | 1:1                          | 0                            | el. ME 1996                  |
| 1996                         |                              |                              |                              |                              |                              |                              |
| 9.                           | 24.04.1996                   | Bruksela, Belgia             | Rosja                        | 0:0                          | 0                            | towarzyski                   |
| 10.                          | 31.08.1996                   | Bruksela, Belgia             | Turcja                       | 2:1                          | 0                            | el. MŚ 1998                  |
| 11.                          | 09.10.1996                   | Serravalle, San Marino       | San Marino                   | 3:0                          | 0                            | el. MŚ 1998                  |
| 1997                         |                              |                              |                              |                              |                              |                              |
| 12.                          | 11.02.1997                   | Belfast, Irlandia Północna   | Irlandia Północna            | 0:3                          | 0                            | towarzyski                   |
| 13.                          | 06.09.1997                   | Rotterdam, Holandia          | Holandia                     | 1:3                          | 0                            | el. MŚ 1998                  |